# Пругово (Клис)
Пругово (хорв. Prugovo) — населений пункт у Хорватії, в Сплітсько-Далматинській жупанії у складі громади Клис.

## Населення
Населення за даними перепису 2011 року становило 555 осіб.
Динаміка чисельності населення поселення: